# Alchemilla kungwatanensis
Alchemilla kungwatanensis é uma espécie de rosácea do gênero Alchemilla, pertencente à família Rosaceae.